# Loek Peters
 (octobre 2018).
Si vous disposez d'ouvrages ou d'articles de référence ou si vous connaissez des sites web de qualité traitant du thème abordé ici, merci de compléter l'article en donnant les références utiles à sa vérifiabilité et en les liant à la section « Notes et références ».
Pour les articles homonymes, voir Peters.
 Loek Peters, né le 3 juillet 1974 à Papendrecht, est un acteur néerlandais.

## Filmographie

### Cinéma et téléfilms
- 1998 : Venus : Harold
- 2000 : Verkeerd verbonden (nl) : Le réparateur
- 2002 : Ernstige Delicten (nl) : Le rechercher
- 2003 : Kees de jongen (nl) : Badmeester
- 2004 : Bitches (nl) : Demitre ten Brink
- 2005 : Staatsgevaarlijk (nl) : Wachtcommandant
- 2006 : Intensive care : Sjaak
- 2006 : Spoorloos verdwenen (nl) : Jef Stelders
- 2008 : In Real Life de Robert Jan Westdijk[2]
- 2008 : Keyzer & De Boer Advocaten : René Kuijers
- 2008 : Flikken Maastricht : Steef Geurten
- 2009 : Verborgen gebreken (nl) : Ron Zweers
- 2009 : Life is beautiful
- 2009 : Zwemparadijs (nl) : Badmeester
- 2009 : Jardins secrets : Hotelgast
- 2010 : Sekjoeritie : Bob
- 2010-2017 : Penoza (nl) : Berry Reitens
- 2011 : The Strongest Man in Holland de Mark de Cloe : René[3]
- 2011 : Pizza Maffia (nl) : Le pilote
- 2011 : A'dam - E.V.A. (nl) : Luuk
- 2011 : De geheimen van Barslet (nl) : Sibe Dekker
- 2011 : U & Eye : Le constructeur
- 2012 : Quiz de Dick Maas : Max[4]
- 2012 : Little Bird de Boudewijn Koole : Ronald[5]
- 2012 : Zombibi de Martijn Smits et Erwin van den Eshof[6]
- 2012 : Tony 10 (nl) de Mischa Kamp : Toep[7]
- 2012 : Eighth Graders Don't Cry (nl) de Dennis Bots : Doktor Snor[8]
- 2013 : Roffa (nl) de Bobby Boermans[9]
- 2013 : Mannenharten (nl) : Baas van Frank
- 2013 : Zusjes - Rob Evers
- 2013-2014 : Sophie's Web (nl) : Rob
- 2014 : Secrets of War (nl) de Dennis Bots : Mr. Ramakers[10]
- 2014 : Moordvrouw : Bert de Wildt
- 2014 : Anton : Vader Anton
- 2015 : Bloed, zweet & tranen de Diederick Koopal : Robert de Waal[11]
- 2015 : Rise of the Footsoldier 2 de Ricci Harnett[12]
- 2015 : Monkey Business from A to Z de Johan Nijenhuis : Tibor[13]
- 2016 : Amour et préjugés de Janice Pierre : Hans[14]
- 2016 : Hartenstrijd (nl) : Man van Merel
- 2016 : Als de dijken breken (nl) : Robert Wienesse
- 2017 : Storm: Letters van Vuur (nl) de Dennis Bots : Baker[15]